# География Орегона

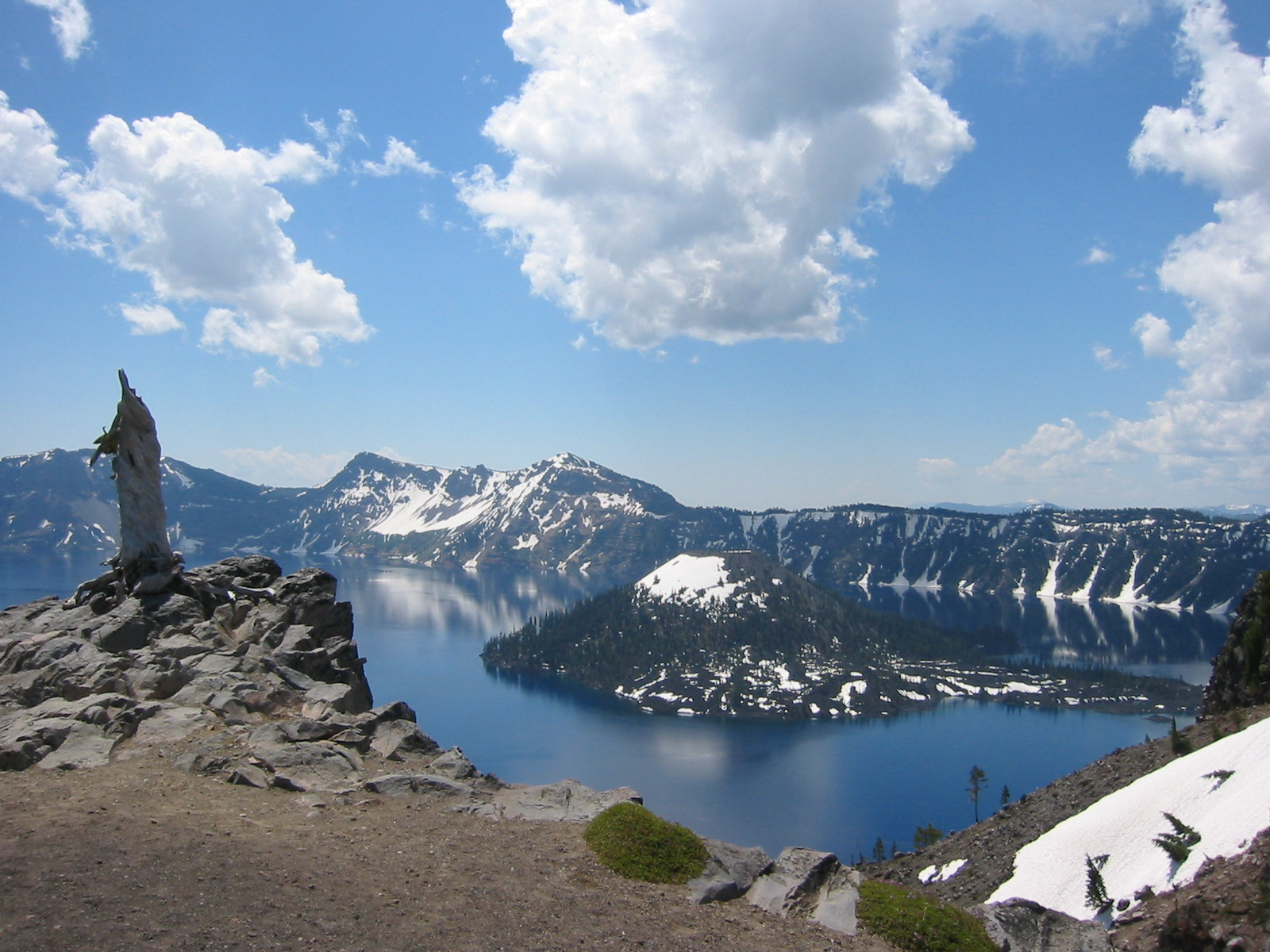
Озеро Крейтер

Орегон — штат на западном побережье США, один из так называемых Тихоокеанских штатов. 
Орегон имеет максимальную протяжённость 295 миль (475 км) с севера на юг и 395 миль (636 км) с востока на запад. Площадью 98 381 миль² (254 810 км²) Орегон немного больше Великобритании. Это девятый по величине штат в Соединённых Штатах. Самая высокая точка Орегона — вершина вулкана Худ высотой 11 249 футов (3429 м), а его самая низкая точка — уровень Тихого океана вдоль побережья Орегона. Средняя высота Орегона составляет 3300 футов (1006 м). Национальный парк Озеро Крейтер, единственный национальный парк штата, является местом расположения самого глубокого озера в Соединённых Штатах — его глубина составляет 1943 фута (592 м). В Орегоне утверждают, что река Ди является самой короткой рекой в мире,  хотя в штате Монтана делают то же самое заявление о своей реке Ро. В Орегоне также находится Милл Эндс Парк (в Портленде), самый маленький парк в мире, площадью 452 дм² (0,29 м²).

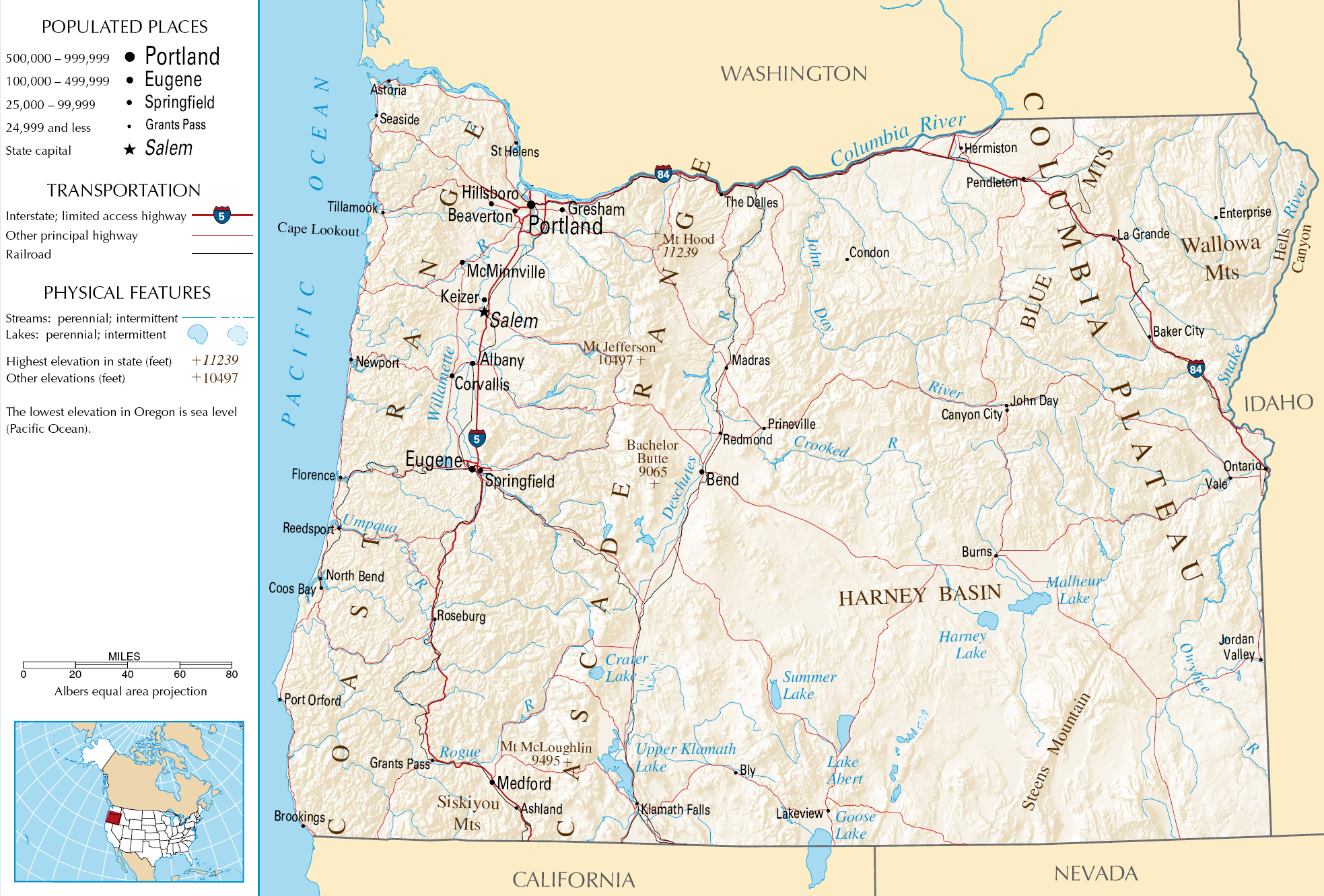
Карта штата Орегон

Орегон разделён на восемь географических регионов. В Западном Орегоне: Орегонское побережье (к западу от Орегонского берегового хребта), долина Уилламетт, долина Рог, Каскадные горы и горы Кламат; а в Центральном и Восточном Орегоне : Колумбийское плато, Высокая пустыня Орегона и Блу-Маунтинс.
Орегон находится в двух часовых поясах. Большая часть округа Малур находится в поясе горного времени, в то время как остальная часть штата — в поясе тихоокеанского времени.

## Геология и рельеф

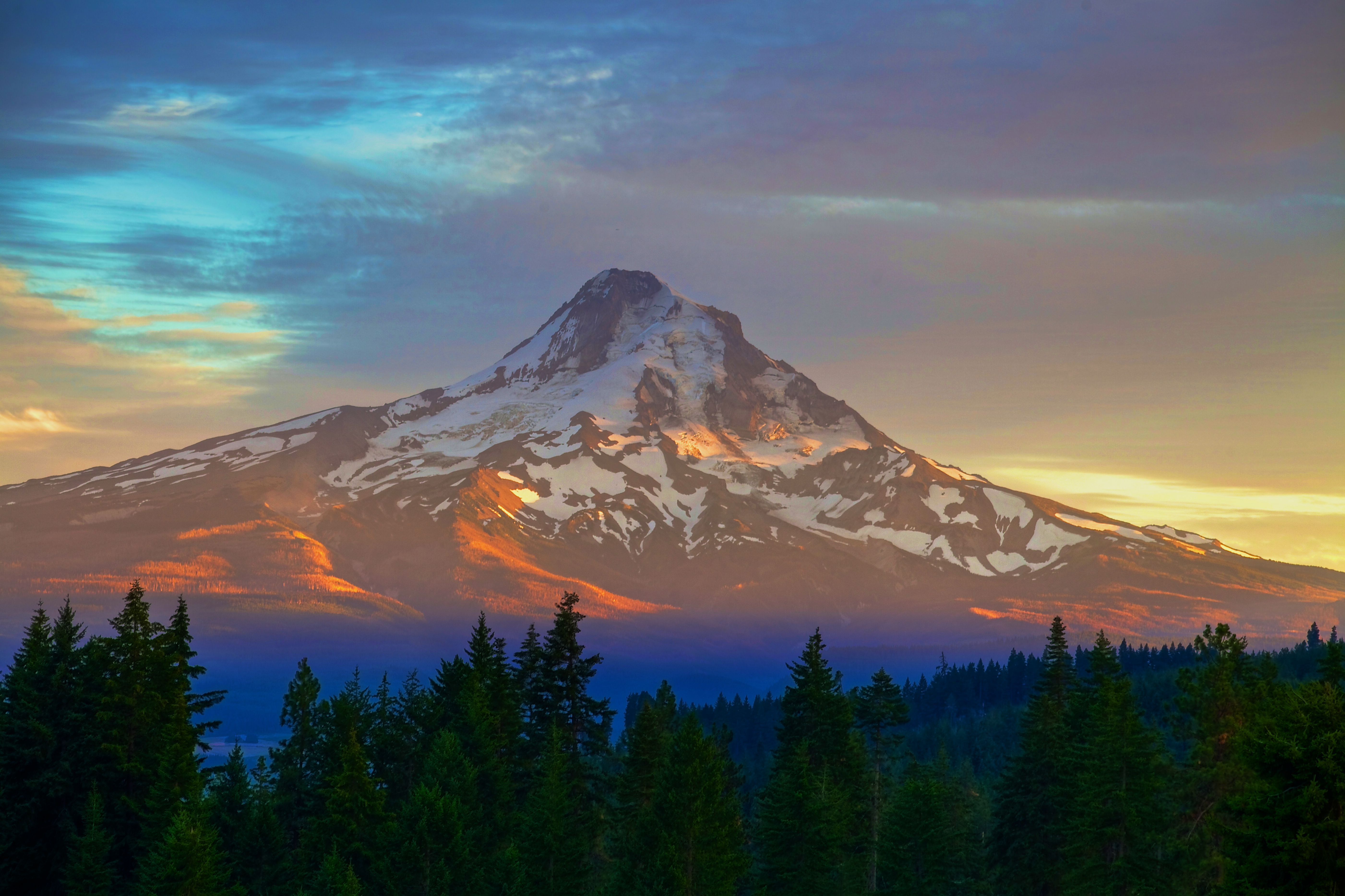
Худ — высочайшая вершина Орегона

Горные районы Западного Орегона, где расположены три самые выдающиеся горные вершины США, включая вулкан Худ, образовались в результате вулканической активности плиты Хуан-де-Фука — тектонической плиты, которая представляет постоянную угрозу вулканической активности и землетрясений в регионе. Последним крупным землетрясением было землетрясение в Каскадии в 1700 году. В 1980 году произошло извержение вулкана Сент-Хеленс в штате Вашингтон. Это событие было видно из северного Орегона и затронуло некоторые его районы.
Река Колумбия, которая образует большую часть северной границы Орегона, также сыграла важную роль в геологической эволюции региона, а также в его экономическом и культурном развитии. Колумбия — одна из крупнейших рек Северной Америки и одна из двух рек, прорезающих Каскадные горы (вторая — река Кламат на юге Орегона). Около 15 000 лет назад Колумбия неоднократно затапливала большую часть Орегона во время наводнений Миссулы; современное плодородие долины Уилламетт во многом является результатом этого. Обилие лосося сделало части реки, такие как водопады Селило, центрами экономической деятельности на протяжении тысяч лет.
Сегодня ландшафт Орегона варьируется от дождевых лесов в Орегонском береговом хребте до бесплодной пустыни на юго-востоке, которая по-прежнему соответствует техническому определению фронтира. Географический центр Орегона находится западнее, чем любой из других в 48 смежных штатах (хотя самая западная точка 48 штатов находится в Вашингтоне). Географические особенности Центрального Орегона варьируются от Высокой пустыни и вулканических скальных образований, образовавшихся в результате застывшей лавы. Охраняемая территория Дикие земли бедленда Орегона находится в этом регионе штата.

## Флора и фауна
Типичный для западного штата, Орегон является домом для уникального и разнообразного множества диких животных. Примерно 60 процентов штата покрыто лесом, в то время как районы к западу от Каскадных гор более густо покрыты лесом, составляющим около 80 процентов ландшафта. Около 60 процентов лесов Орегона находятся на федеральных землях. Орегон является крупнейшим производителем древесины среди 48 смежных штатов.
Типичные виды деревьев включают псевдотсугу Мензиса (дерево штата), а также секвойю, западный можжевельник, сосну жёлтую, тую складчатую и тсугу. Западный можжевельник очень распространён в Восточном и Центральном Орегоне, являясь важным деревом для этого региона. Сосна жёлтая чаще встречается в Блу-Маунтинс в восточной части штата, а пихты — на западе.

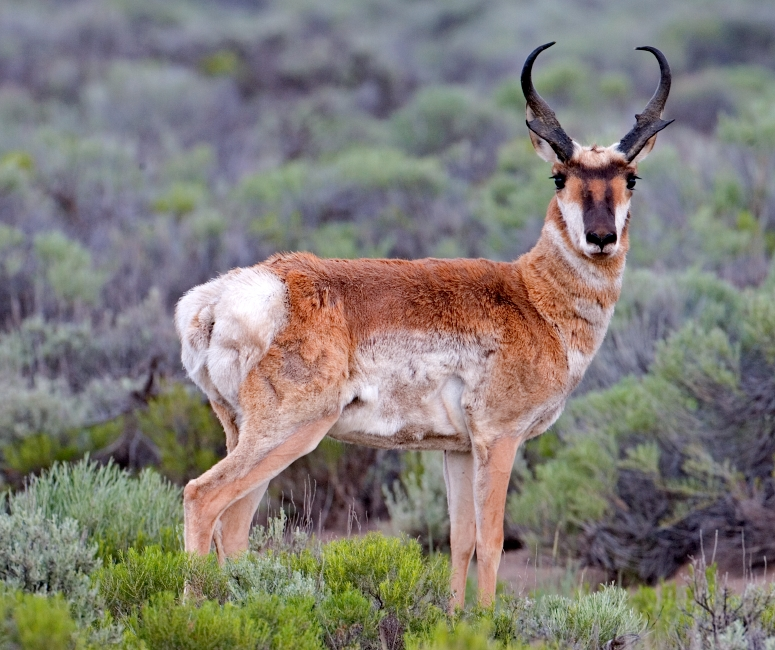
Antilocapra americana (Вилорог)

В штате обитает множество видов млекопитающих, в том числе опоссумы, землеройки, кроты, Perognathus longimembris, Perognathus parvus, Microdipodops megacephalus, Dipodomys californicus, Dipodomys microps, кенгуровый прыгун Орда, летучие мыши, кролики, американская пищуха, аплодонтия, бурундуки, белки, желтобрюхий сурок, бобры (млекопитающие штата), дикобразы, койоты, волки, лисы, черные медведи, еноты, барсуки, скунсы, антилопы, пумы, рыжая рысь, рыси, олени, лоси и американские лоси.
Морские млекопитающие включают ластоногих, морских львов, горбатых китов, косаток, серых китов, синих китов, кашалотов, тихоокеанских белобоких дельфинов и афалинов.
Птицы включают американских свиязей, крякв, больших голубых цапель, белоголовых орланов, беркутов, западных луговых трупиалов (птица штата), сипух, виргинских филинов, охристых колибри, хохлатых желн, крапивников, тауи, воробьёв и овсянковых кардиналов.
Лоси не всегда обитали в штате, но пришли в Орегон в 1960-х годах; стадо долины Уаллауа насчитывало около 60 особей по состоянию на 2013 год. Серые волки были истреблены в Орегоне около 1930 года, но с тех пор вернулись; большинство из них обитает на северо-востоке Орегона, а две стаи живут в юго-центральной части. Хотя их существование в Орегоне не подтверждено, сообщения о медведях гризли все еще появляются, и вполне вероятно, что некоторые из них все еще перемещаются в восточный Орегон из Айдахо.
В штате Орегон в Национальном лесе Малур на востоке Орегона произрастает гриб опёнок тёмный, считающийся крупнейшим организмом в мире.
В Орегоне есть несколько объектов Системы национальных парков, включая национальный парк Озеро Крейтер в южной части Каскадных гор, национальный памятник Ископаемые пласты Джон-Дей к востоку от Каскадных гор, национальный исторический парк Льюис-энд-Кларк на северном побережье и национальный памятник Пещеры Орегона недалеко от южного побережья.

## Климат

Классификация климатов Кёппена в Орегоне

Большая часть Орегона имеет в целом мягкий климат, хотя есть значительные различия, учитывая разнообразие ландшафтов по всему штату. Западный регион штата (к западу от Каскадных гор) имеет морской климат, покрыт густыми вечнозелёными смешанными лесами. Климат Западного Орегона находится под сильным влиянием Тихого океана; западная треть Орегона очень влажная зимой, умеренно или очень влажная весной и осенью и сухая летом. Относительная влажность Западного Орегона высокая, за исключением летних дней, которые полусухие или полувлажные; Восточный Орегон обычно имеет низкую влажность круглый год.
Юго-западная часть штата, особенно долина Рог, имеет средиземноморский климат с более сухой и солнечной зимой и жарким летом, похожий на климат Северной Калифорнии.
Северо-восточная часть Орегона имеет семиаридный климат, а его высокогорные регионы имеют субарктический климат. Как и Западная Европа, Орегон и Тихоокеанский Северо-Запад в целом считаются тёплыми для своей широты, и в штате гораздо более мягкие зимы на данной высоте, чем в сопоставимых широтах в других местах Северной Америки, таких как Верхний Средний Запад, Онтарио, Квебек и Новая Англия. Тем не менее, штат занимает пятое место по самым холодным летним температурам среди всех штатов страны после Мэна, Айдахо, Вайоминга и Аляски.
Восточные две трети Орегона, которые в основном состоят из высоких пустынь, имеют холодные, снежные зимы и очень сухое лето. Большая часть востока полузасушливая или засушливая, как и остальная часть Большого Бассейна, хотя Блу-Маунтинс достаточно влажные, чтобы поддерживать обширные леса. Большая часть Орегона получает значительные снегопады, но долина Уилламетт, где проживает 60% населения, имеет значительно более мягкие зимы для своей широты и обычно видит только небольшой снегопад.
Самая высокая зарегистрированная температура в Орегоне составила 119 °F (48 °C) в Пендлтоне 10 августа 1898 года, а самая низкая зарегистрированная температура составила -54 °F (-48 °C) в Сенеке 10 февраля 1933 года.

## Города

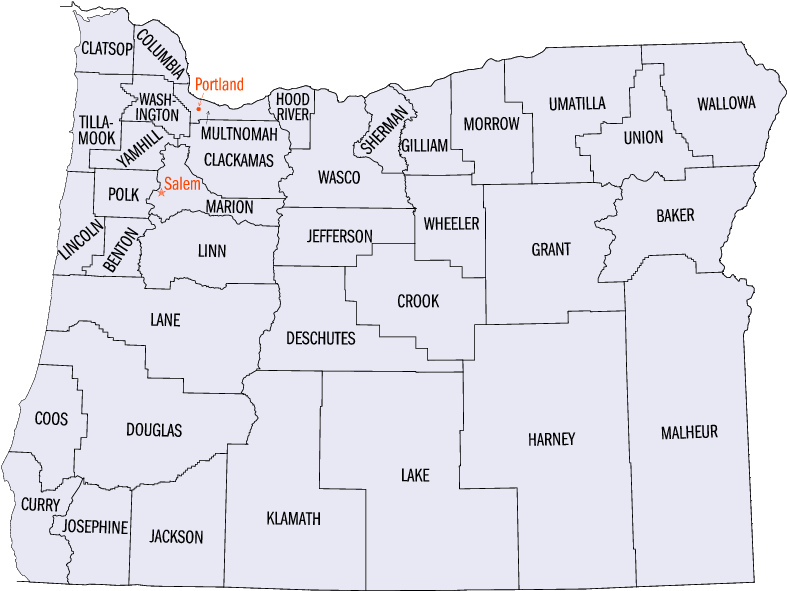
Карта округов Орегона с городами Сейлем и Портленд.

Население Орегона в основном сосредоточено в долине Уилламетт, которая простирается от Юджина на юге (где находится Орегонский университет ) через Корваллис (где находится Университет штата Орегон ) и Сейлем (столица) до Портленда (крупнейший город Орегона).
Астория, расположенная в устье реки Колумбия, была первым постоянным англоязычным поселением к западу от Скалистых гор на территории современных Соединённых Штатов. Орегон-Сити, расположенный в конце Орегонской тропы, был первым инкорпорированным городом Территории Орегон и её первой столицей с 1848 по 1852 год, когда столица была перенесена в Сейлем. Бенд, расположенный недалеко от географического центра штата, входит в десятку самых быстрорастущих городских территорий в Соединённых Штатах.Медфорд — быстрорастущий городской район на юге Орегона, где находится международный аэропорт Рог-Валли-Медфорд, третий по загруженности аэропорт штата. На юге, недалеко от границы с Калифорнией, находится город Ашленд. Восточный Орегон малонаселён, но здесь находится Хермистон, который с населением 18 000 человек является крупнейшим и наиболее быстрорастущим городом в регионе.
| №  | Название   | Округ     | Население |
| -- | ---------- | --------- | --------- |
| 1  | Портленд   | Малтнома  | 647,805   |
| 2  | Сейлем     | Марион    | 169,798   |
| 3  | Юджин      | Лейн      | 168,916   |
| 4  | Грешем     | Малтнома  | 111,053   |
| 5  | Хилсборо   | Вашингтон | 106,894   |
| 6  | Бивертон   | Вашингтон | 97,514    |
| 7  | Бенд       | Дешут     | 94,520    |
| 8  | Медфорд    | Джэксон   | 81,780    |
| 9  | Спрингфилд | Лейн      | 62,353    |
| 10 | Корваллис  | Бентон    | 57,961    |